# Jean Alex
Jean, Marie, Joseph Alex (Perpinyà, 26 d'agost de 1876 - 4 de març de 1954) va ser un comerciant nord-català.

## Biografia
Cap el 1900 Jean Alex es dedicava a l'activitat, heretada del seu pare, del comerç del vi, en particular cap a Tunísia i Algèria. Després d'haver participat en la Primera Guerra Mundial (bona part d'ella en els regiments algerians), va reprendre la seva activitat, força pròspera. En la dècada del 1920 fou nomenat conseller de comerç exterior de França, en particular pel seu coneixement del Magrib. També fou jutge i vicepresident del Tribunal de Comerç, així com membre actiu o dirigent de nombroses associacions i institucions del departament dels Pirineus Orientals, tot i que mai es va dedicar ala política

## Distincions
- Medalla colonial
- Oficial de Nichan Iftikhar